# 南アルプス市立芦安小学校
南アルプス市立芦安小学校（みなみアルプスしりつ あしやすしょうがっこう）は、山梨県南アルプス市芦安安通（あしやすあんずい）にある公立小学校。

## 沿革
- 1874年（明治7年）4月 - 源学校芦安支校として創設する[1]。
- 1885年（明治18年）4月16日 - 芦安尋常小学校と称す。（この日を学校記念日とする）。
- 1920年（大正9年）6月 - 高等科併置。
- 1956年（昭和31年）12月11日 - 校歌（作詞：秋山晴時、作曲：保坂梅芳[2]）・校章制定記念式典を挙行する。
- 1971年（昭和46年）4月16日 - 現在地に新校舎落成、落成式を挙行する。
- 1972年（昭和47年）7月22日 - 新しくプールを設置し、初プール開きを挙行する。
- 1973年（昭和48年）5月28日 - 体育館が完成する。
- 1986年（昭和61年）10月12日 - 本校が国体山岳競技（かいじ国体）の会場となる。
- 1994年（平成6年）4月1日 - 山村留学第1期生が入学する。
- 2000年（平成12年）3月15日 - 新校舎竣工式を行う。
- 2003年（平成15年）4月1日 - 中巨摩郡芦安村の南アルプス市合併により、芦安村立芦安小学校から南アルプス市立芦安小学校に改称。

## 通学区域
- 芦安東区、芦安西区[3]

## 校区内の主な施設
- 南アルプス市立芦安中学校 - 進学先中学校、当校の西側に隣接。
- 芦安保育所
- 光明寺